# Stanisława Golinowska
Stanisława Golinowska (ur. 16 lutego 1947 w Jędrzychowicach) – profesor nauk ekonomicznych, specjalistka w zakresie polityki społecznej, rynku pracy, ekonomiki zdrowia oraz zdrowia publicznego.

## Życiorys
W 1970 ukończyła na Wydziale Nauk Ekonomicznych Uniwersytetu Warszawskiego studia na kierunku ekonomia. W 1978 na podstawie napisanej pod kierunkiem Zofii Moreckiej rozprawy pt. Wpływ czynników społeczno-demograficznych na kształtowanie wzorów konsumpcji gospodarstw domowych nadano jej w Instytucie Planowania stopień doktora nauk ekonomicznych. W 1990 na podstawie pracy pt. Decyzje centrum o kształtowaniu rzeczowej struktury spożycia uzyskała na Wydziale Nauk Ekonomicznych Uniwersytetu Warszawskiego stopień doktora habilitowanego nauk ekonomicznych w dyscyplinie ekonomia w specjalności planowanie i polityka ekonomiczna. W 1995 prezydent RP nadał jej tytuł naukowy profesora nauk ekonomicznych.
W latach 1991–1997 była dyrektorem Instytutu Pracy i Spraw Socjalnych. W 1995 została profesorem Uniwersytetu Warszawskiego, w 2000 profesorem Instytutu Zdrowia Publicznego Collegium Medicum Uniwersytetu Jagiellońskiego.
W 1993 weszła w skład Komitetu Nauk o Pracy i Polityki Społecznej PAN, w 1996 została członkiem Rady Strategii Społeczno-Gospodarczej przy Prezesie Rady Ministrów RP. Była współzałożycielem Centrum Analiz Społeczno-Ekonomicznych.
Jej publikacja z 1994 pt. Polityka społeczna w gospodarce rynkowej została w 1995 nagrodzona przez Polskie Towarzystwo Ekonomiczne.
W 2010 prezydent RP Lech Kaczyński powołał ją na członka Narodowej Rady Rozwoju.